# الطريق الوطني رقم 89 (الجزائر)
الطريق الوطني رقم 89 هو طريق وطني في الجزائر، يربط بين بعض بلديات ولاية المسيلة وبعض بلديات ولاية الجلفة.

## المسار

### ولاية المسيلة
يمر الطريق على البلديات التالية في ولاية المسيلة:
- سيدي عامر
- بوسعادة
- الهامل
- جبل مسعد
- عين الملح
- عين الريش

### ولاية الجلفة
- البيرين
- حد الصحاري
- عين أفقه
- فيض البطمة
- مسعد